# 대전터널 (고속도로)
대전터널(大田터널)은 대전광역시 동구 비룡동과 대덕구 비래동에 있는 경부고속도로의 터널으로, 1970년 7월 7일 경부고속도로 대전 ~ 대구 구간의 왕복 6차선 확장과 함께 개통되었다.
특이 사항으로는, 경부고속도로 상행 마지막 터널이다.

## 같이 보기
- 증약터널 - 경부고속도로 부산(하)행, 다음 터널
- 대전터널 - 신상로